# Olek (przystanek kolejowy)
Olek – bocznica szlakowa w Olku, w gminie Łysomice, w powiecie toruńskim, w województwie kujawsko-pomorskim, w Polsce. 

## Historia
Przystanek otwarto w 1912 roku wraz z uruchomieniem połączenia kolejowego Torunia z Chełmnem. W 1953 roku trasę tę skrócono do Unisławia Pomorskiego, natomiast w 1992 roku całkowicie ją zamknięto. W 1998 roku rozebrano torowisko prowadzące z Olka do Unisławia Pomorskiego.